# David Odonkor
David Odonkor (n. 21 februarie 1984, Bünde, Germania de Vest) este un fost fotbalist internațional german.
El a jucat cu echipa națională de fotbal a Germaniei la Campionatul Mondial de Fotbal 2006 și la Campionatul European de Fotbal 2008.

## Palmares

### Club
Borussia Dortmund
- Bundesliga: 2001–02

### Națională
- Campionatul European de Fotbal

Finalist: 2008
- Campionatul Mondial de Fotbal

Locul 3: 2006